# Добе (Костанєвиця-на-Кркі)
Добе (словен. Dobe) — поселення в общині Костанєвиця-на-Кркі, Споднєпосавський регіон, Словенія. Висота над рівнем моря: 160,1 м.